# داکسفورد
داکسفورد (به انگلیسی: Duxford) یک روستا و محله مدنی در بریتانیا است که در کمبریج‌شر جنوب شرقی واقع شده‌است. داکسفورد ۱٬۸۳۶ نفر جمعیت دارد.